# Amfenikol
Amfenikoli su klasa antibiotika sa fenilpropanoidnom strukturom. Oni deluju putem blokiranja enzima peptidil transferaza na 50S ribozomnu podjedinicu bakterija.
Primeri amfenikola su hloramfenikol, tiamfenikol, azidamfenikol i florfenikol. Prvi lek ove klase jedinjenja je bio hloramfenikol, koji je plasiran na tržište 1949. Hloramfenikol je inicijalno otkriven kao prirodni proizvod, mada se u današnje vreme svi amfenikoli prave sintetičkim putem.